# 12592 Brianchen
12592 Brianchen eller 1999 RD134 är en asteroid i huvudbältet som upptäcktes den 9 september 1999 av LINEAR i Socorro County, New Mexico. Den är uppkallad efter Brian Chen.
Asteroiden har en diameter på ungefär 5 kilometer.